# Andrei Feldorean
Andrei Feldorean, född 13 april 2000 är en rumänsk backhoppare som tävlar i världscupen i backhoppning, backhoppningens högsta nivå.